# 沙特阿拉伯護照
沙特阿拉伯護照（阿拉伯语：‎）是沙特阿拉伯簽發的旅遊證件，給予國民出國使用。

## 封面
以綠色作底色，並以阿拉伯語和英語標示。
"‎"
""
（沙特阿拉伯王國）
"‎"
（阿拉伯國家聯盟成員國）（此句僅有阿拉伯文本，沒有英語文本）
"‎"
""
（護照）

## 护照信息页
阿拉伯语：
| ‎ |

英语：
|  |

中文大意：
| 以国王和沙特阿拉伯王国之名，兹请求并要求相关之人员为持证者提供自由且不受阻碍的通行，并对持证者给予必要的庇护和协助。 |

## 禁止進入國家
沙特阿拉伯外交部規定，護照持有人不得進入阿富汗、敘利亞、伊朗、卡達及以色列。波斯尼亞和黑塞哥維那及伊拉克在爆發戰爭期間也在禁止進入之列，現時已撤銷禁令；而蘇聯在過去也被沙特政府列入黑名單當中，且管制極嚴。一些沙特國民曾在蘇聯接受教育，由於共產主義意識形態與伊斯蘭教相衝突，因此會有被沙特當局驅逐出境的事件。及至蘇聯解體，沙特陸續與獨聯體國家建立邦交，包括繼承蘇聯的俄羅斯。
沙特當局為防止國民加入基地組織及伊斯蘭國等組織參與恐怖活動，因此禁止國民前往阿富汗及敘利亞；另外由於沙特拒絕承認以色列政權，以及宗教原因，國民也被禁止前往以色列；而泰國被列入黑名單的原因，始於1989年沙特王室珠寶失竊案，沙特派駐泰國調查案件的人員於曼谷被槍殺，兩國關係也因此變差，但沙特仍在曼谷設立大使館，但僅派代辦。一般情況下，沙特國民進入泰國只能以公幹為理由向有關當局申請特許，當局才會考慮簽發，私人旅遊一般均會被當局拒絕。違反有關禁令可被判處罰款或監禁。该禁令在2022年因为沙泰关系有所改善而变动。禁入伊朗是從2016年1月起、卡達是從2017年6月5日兩國斷交起。

## 签证要求

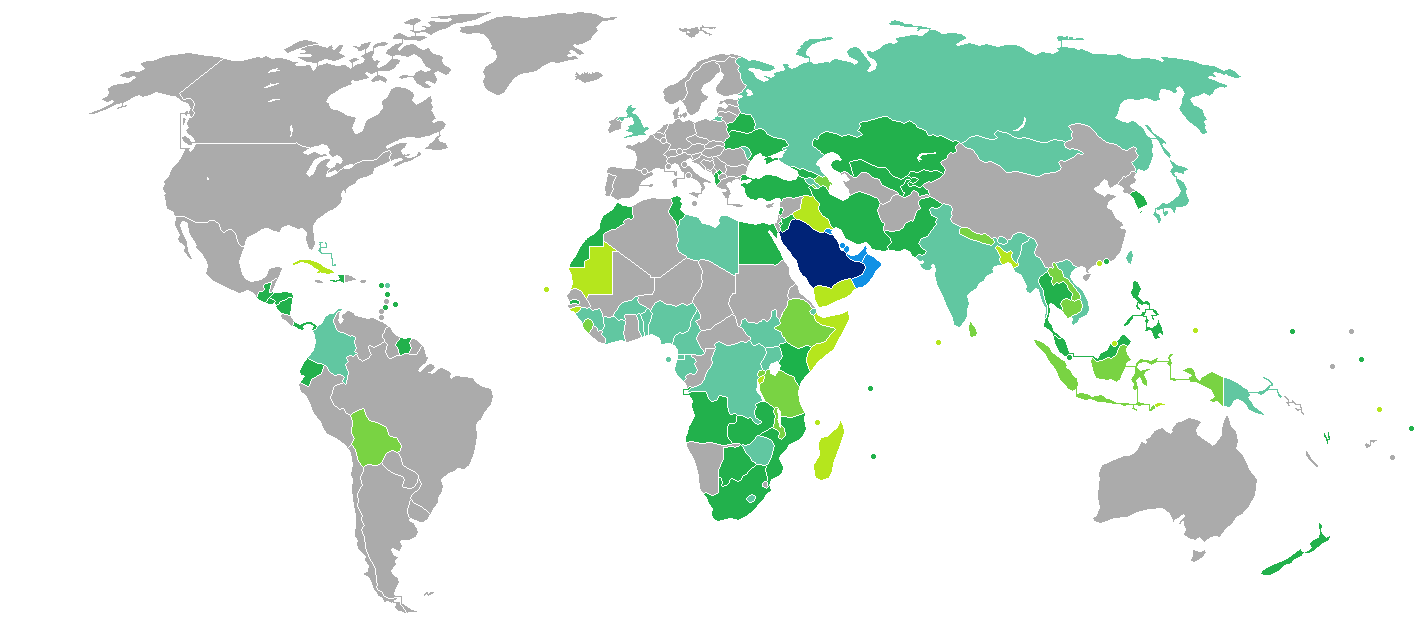

根据2025年1月8日发布的亨利护照指数，沙特阿拉伯护照可免签证、落地签证或电子签证入境87个国家和地区，位居世界第58，与巴林、巴布亚新几内亚护照并列。